# Liste der denkmalgeschützten Objekte in Františkov nad Ploučnicí
Grundlage dieser Liste der denkmalgeschützten Objekte in Franzenthal-Ulgersdorf ist die ÚSKP-Liste (Ústřední seznam kulturních památek České republiky, deutsch Zentrale Liste der Kulturdenkmäler der Tschechischen Republik), die von der tschechischen Denkmalschutzbehörde NPÚ (Národní památkový ústav, deutsch Nationale Denkmalbehörde) seit 1987 geführt wird und an die seit dem Jahr 1850 geschaffenen Listen anschließt.

## Františkov nad Ploučnicí(Franzenthal-Ulgersdorf)
| Lage                                                         | Objekt                  | Beschreibung | ÚSKP-Nr.                  | Bild               |
| ------------------------------------------------------------ | ----------------------- | --- | ------------------------- | ------------------ |
| Františkov nad Ploučnicí, westlich des Dorfes (Standort)     | Burgruine Scharfenstein | Burg Šarfenštejn (Hrad Ostrý), westlich des Dorfes auf einem Felsvorsprung über dem Fluss Ploučnice (Polzen) | 36821/5-3666 Info Katalog | weitere Bilder     |
| Františkov nad Ploučnicí 65 (Standort)                       | Bauernhaus Nr. 65       | Bauerngehöft | 33144/5-3671 Info Katalog | Bauernhaus Nr. 65  |
| Františkov nad Ploučnicí 101, Terezínské údolí (Standort)    | Wohnhaus Nr. 101        | Mietshaus im OT Terezínské údolí. Die Siedlung Theresiental wurde 1869 als Arbeiterkolonie der Textilfabrik Friedrich Mattausch & Sohn angelegt und nach Therese Mattausch benannt. | 26391/5-3668 Info Katalog | Wohnhaus Nr. 101   |
| Františkov nad Ploučnicí 102, Terezínské údolí (Standort)    | Wohnhaus Nr. 102        | Mietshaus | 17968/5-3668 Info Katalog | Wohnhaus Nr. 102   |
| Františkov nad Ploučnicí 103, Terezínské údolí (Standort)    | Wohnhaus Nr. 103        | Mietshaus | 19757/5-3668 Info Katalog | Wohnhaus Nr. 103   |
| Františkov nad Ploučnicí 104, Terezínské údolí (Standort)    | Wohnhaus Nr. 104        | Mietshaus | 15775/5-3668 Info Katalog | Wohnhaus Nr. 104   |
| Františkov nad Ploučnicí 105, Terezínské údolí (Standort)    | Wohnhaus Nr. 105        | Mietshaus | 15192/5-3668 Info Katalog | Wohnhaus Nr. 105   |
| Františkov nad Ploučnicí če. 1, Terezínské údolí (Standort)  | Wohnhaus Nr. 106        | Mietshaus | 14275/5-3668 Info Katalog | Wohnhaus Nr. 106   |
| Františkov nad Ploučnicí 107, Terezínské údolí (Standort)    | Wohnhaus Nr. 107        | Mietshaus | 37195/5-3668 Info Katalog | Wohnhaus Nr. 107   |
| Františkov nad Ploučnicí 108, Terezínské údolí (Standort)    | Wohnhaus Nr. 108        | Mietshaus | 17205/5-3668 Info Katalog | Wohnhaus Nr. 108   |
| Františkov nad Ploučnicí 109, Terezínské údolí (Standort)    | Wohnhaus Nr. 109        | Mietshaus | 40919/5-3668 Info Katalog | Wohnhaus Nr. 109   |
| Františkov nad Ploučnicí 110, Terezínské údolí (Standort)    | Wohnhaus Nr. 110        | Mietshaus | 19729/5-3668 Info Katalog | Wohnhaus Nr. 110   |
| Františkov nad Ploučnicí 111, Terezínské údolí (Standort)    | Wohnhaus Nr. 111        | Mietshaus | 21821/5-3668 Info Katalog | Wohnhaus Nr. 111   |
| Františkov nad Ploučnicí 112, Terezínské údolí (Standort)    | Wohnhaus Nr. 112        | Mietshaus | 15734/5-3668 Info Katalog | Wohnhaus Nr. 112   |
| Františkov nad Ploučnicí 113, Terezínské údolí (Standort)    | Wohnhaus Nr. 113        | Mietshaus | 25732/5-3668 Info Katalog | Wohnhaus Nr. 113   |
| Františkov nad Ploučnicí 114, Terezínské údolí (Standort)    | Wohnhaus Nr. 114        | Mietshaus | 22514/5-3668 Info Katalog | Wohnhaus Nr. 114   |
| Františkov nad Ploučnicí 248 (Standort)                      | Bauernhaus Nr. 248      | Bauerngehöft, am östlichen Ende des Dorfes, östlich des Abzweigs nach Valkeřice (Algersdorf) | 23682/5-3669 Info Katalog | Bauernhaus Nr. 248 |
| Františkov nad Ploučnicí 257 (Standort)                      | Bauernhaus Nr. 257      | Bauerngehöft, am östlichen Ende des Dorfes, östlich des Abzweigs nach Valkeřice | 33581/5-3670 Info Katalog | Bauernhaus Nr. 257 |
| Frantiskov nad Ploucnici, nordwestlich des Dorfes (Standort) | Nepomuksäule            | Statue des hl. Johannes von Nepomuk, nordwestlich des Dorfes auf der linken Seite des Weges nach Benešov nad Ploučnicí (Bensen), erhalten ist nur der Sockel aus Sandstein aus dem frühen 18. Jhdt., auf der Vorderseite ist das Wappen von Max Wilhelm Pickhardt von Grünthal (ehemaliger Besitzer des nahe gelegenen Hofs Scharfenstein) angebracht, das Denkmal ist beschädigt und das Oberteil fehlt. | 31326/5-3667 Info Katalog | BW                 |